# Карре-де-л’Эст
Карре-де-л’Эст (фр. Carré de l'Est) — мягкий французский сыр, происходит из Лотарингии. Название сыра говорит о форме — carré «квадратный» и области распространения — Est «восток», так как сыр производится большей частью в восточных департаментах: Марне, Верхней Марне, Мёзе, Йонне, Вогезах.
Головка небольшая, квадратной формы, весит 330 г. Мякоть тягучая, тающая во рту. Корка красного цвета, влажная и липкая на ощупь, иногда покрыта белой плесенью.
Изготавливают сыр из коровьего пастеризованного молока способом, похожим на производство камамбера, но он более твёрдый и менее текучий. Зреет сыр 5 недель, лучшие сыры производятся с мая по август, но в целом производство длится с марта по октябрь.
На рынке появился в 1939 году.
Жирность — 40-45 %.